# Rudolf Göbel
Rudolf Göbel (* 14. ledna 1953 Jablunkov) je husitský duchovní; v letech 2013–2020 byl olomouckým biskupem Církve československé husitské.

## Životopis
Po maturitě nedostal doporučení ke studiu na vysoké škole, protože jeho starší bratr emigroval. Nastoupil tedy do práce jako pomocný dělník. V letech 1972-1977 studoval stomatologický směr Lékařské fakulty Univerzity Palackého v Olomouci. Po promoci a vojenské službě pracoval jako stomatolog. 
Do Církve československé husitské vstoupil v roce 1988. V letech 1990-1995 studoval na Husitské teologické fakultě Univerzity Karlovy v Praze. V červnu 1993 přijal jáhenské svěcení a nastoupil do duchovenské služby v Náboženské obci v Ostravě-Svinově, kde působil i po přijetí kněžského svěcení v roce 1996. Od roku 2004 je farářem v Ostravě-Michálkovicích. Olomouckou diecézi zastupuje i v církevním zastupitelstvu. Je ženatý a má dvě dospělé dcery. Po dvou funkčních obdobích olomoucké biskupky Jany Šilerové se 6. dubna 2013 stal jejím nástupcem v úřadu.  Do úřadu byl uveden 28. dubna 2013.  Jeho funkční období skončilo dne 27. dubna 2020, jeho nástupcem dne 30. května 2020 byl zvolen Tomáš Chytil. 